# Corrales de Rota
Los "Corrales de Rota" son unos corrales de pesca localizados en Rota.

## Protección
Han sido declarados monumento natural de Andalucía por la Junta de Andalucía.

## Uso
En 2014 se habilitó su uso parcial